# NGC 7739
NGC 7739 é uma galáxia elíptica (E2) localizada na direcção da constelação de Pisces. Possui uma declinação de +00° 19' 16" e uma ascensão recta de 23 horas, 44 minutos e 30,0 segundos.